# 안동 고성이씨 탑동파 종택
안동 고성이씨 탑동파 종택(安東 固城李氏 塔洞派 宗宅)은 경상북도 안동시 영남산의 동쪽 기슭에 작은 계곡을 끼고 있는 넓은 대지에 자리한 옛집이다. 1984년 1월 14일 대한민국 국가민속문화재 제185호로 지정되었다.

## 개요
안동 영남산의 동쪽 기슭에 작은 계곡을 끼고 있는 넓은 대지에 자리한 옛집이다. 해당 대지는 과거 법흥사가 있던 곳으로, 안동 법흥사지 칠층전탑이 종택의 대문간에 위치해 있어 흔적을 짐작케 한다. 탑동파 종택은 현 소유자의 11대 조상인 이후식(1653∼1714)이 조선 숙종 때 안채를 짓고 이어 사랑채를 짓다가 완성하지 못한 것을, 손자 이원미가 마저 짓고 대청인 '영모당'도 지었다. 대청에서 북쪽으로 약간 떨어진 곳에 있는 '북정(北亭)'은 영조 51년(1775)에 지어졌다. 순조 24년(1824)에 대수리를 하였고, 1991년에는 안채의 정침을 고쳐 지었다.
잡석으로 높이 쌓은 축대 위에 지어진 중문간을 들어서면 사각형의 안마당이 나오고 이를 둘러싸고 비교적 큰 규모의 안채가 있다. 안채의 왼편에서 앞쪽으로 사랑채가 있는데, 마루방에 ‘정우재’라는 현판이 걸려있다. 대청은 앞에 넓은 연못이 있는 별당건물로 ‘영모당’의 현판이 있다. 북정은 서쪽에 흐르는 계곡물을 향하여 배치된 '一'자형의 정자이다. 안채의 오른쪽에는 사당이 있다.
조선 중기 양반집의 요소를 두루 갖추고 있는 주택으로 주변의 자연환경과 건물을 잘 조화시킨 산간저택이다. 또한 독특한 구조와 수법·전통양식이 잘 보존되어 있어 전통주택연구의 중요한 자료이다.

## 명칭 변경
문화재대관에 의하면 "조선 숙종때 좌승지(左承旨)로 贈職된 이후식(李後植, 1653〜1714)이 안채를 건립하였고, 이어서 사랑채를 건립하던 중 완성치 못한 것을 그의 손자 이원미(李元美, 1690〜1765)가 완성하고 대청(永慕堂)도 건립하였으며 대청의 북쪽에 있는 북정(北亭)은 진사(進士) 이종주(李宗周, 이원미의 손자)가 영조 51년(1775년)가 건립하였다고 한다”고 하였다.
고성이씨 법흥문중(대표 이석희)에서 제시한 고성이씨(固城李氏)　판공파 세보(判公派 世系) 및 색인표(索引表)에 의하면 당초 안채를 건립한 이후식의 3대조 이적(李適)은 고성이씨시조(固城李氏始祖) 이황(李璜)의 16세손인 이복원(李復元)의 다섯아들 중 셋째분으로, 따라서 이 가옥은 고성이씨의 종가(宗家)가 아니므로 당초 법흥동 고성이씨종택(法興洞 固城李氏宗宅)에서 법흥동 고성이씨탑동파종택(法興洞 固城李氏塔洞派宗宅)으로 명칭이 변경되었다.

## 참고 자료
- 고성이씨 탑동파 종택 - 국가유산청 국가유산포털